# Zielona Góra Jędrzychów
Zielona Góra Jędrzychów – nieczynny kolejowy przystanek osobowy w Zielonej Górze, w województwie lubuskim. Przystanek położony jest na linii Zielona Góra – Szprotawa.